# Liepajas ezers
Liepajas ezers este o arie protejată (arie specială de conservare — SAC, sit de importanță comunitară — SCI, arie de protecție specială avifaunistică — SPA) din Letonia întinsă pe o suprafață de 4.642,33 ha, integral pe uscat.

## Localizare
Centrul sitului Liepajas ezers este situat la coordonatele 56°27′10″N 21°03′18″E / 56.4528°N 21.055°E.

## Înființare
Situl Liepajas ezers a fost declarat arie de protecție specială avifaunistică în mai 2004 pentru a proteja 65 de specii de animale. Alte tipuri de protecție:
- sit de importanță comunitară (în mai 2004)
- arie specială de conservare (în mai 2004)[1][3][4]

## Biodiversitate
Situată în ecoregiunea boreală, aria protejată conține 13 habitate naturale: Salicornia și alte specii anuale care populează regiunile mlăștinoase și nisipoase, Pășuni de coastă din Baltica boreală, Ape puternic oligomezotrofe cu vegetație bentonică cu Chara spp., Lacuri eutrofice naturale cu vegetație de tip Magnopotamion sau Hydrocharition, Formațiuni ierboase bogate în specii de Nardus, dezvoltate pe substraturi silicioase în zone montane (și în zone submontane, în Europa continentală), Pajiști fino-scandinave uscate până la mezice, bogate în specii de altitudine mică, Pajiști cu Molinia pe soluri calcaroase, turboase sau argilos-nămoloase (Molinion caeruleae), Liziere de ierburi înalte hidrofile de câmpie și de nivel montan până la alpin, Pajiști aluvionare boreale nordice, Fânețe de joasă altitudine (Alopecurus pratensis, Sanguisorba officinalis), Mlaștini turboase de tranziție și turbării mișcătoare, Mlaștini calcaroase cu Cladium mariscus și specii de Caricion davallianae, Mlaștini alcaline.
La baza desemnării sitului se află mai multe specii protejate:
- păsări (48): pitulice de apă (Acrocephalus paludicola), pescăruș albastru (Alcedo atthis), rață fluierătoare (Anas penelope), rață pestriță (Anas strepera), rața moțată (Aythya fuligula), buhai de baltă (Botaurus stellaris), Branta leucopsis, Bucephala clangula, Calidris alpina schinzii, chirighiță-cu-obraz-alb (Chlidonias hybridus), chirighiță-cu-aripi-albe (Chlidonias leucopterus), chirighiță neagră (Chlidonias niger), barză albă (Ciconia ciconia), erete de stuf (Circus aeruginosus), erete vânăt (Circus cyaneus), erete cenușiu (Circus pygargus), cristeiul de câmp (Crex crex), Cygnus columbianus bewickii, lebădă de iarnă (Cygnus cygnus), lebădă de vară (Cygnus olor), egretă albă (Egretta alba), șoim de iarnă (Falco columbarius), șoim călător (Falco peregrinus), lișiță (Fulica atra), Gallinago media, găinușă de baltă (Gallinula chloropus), cufundar mic (Gavia stellata), cocor (Grus grus), codalb (Haliaeetus albicilla), stârc pitic (Ixobrychus minutus), sfrâncioc roșiatic (Lanius collurio), pescăruș râzător (Larus ridibundus), ferestraș mic (Mergus albellus), ferestrașul mare (Mergus merganser), vultur pescar (Pandion haliaetus), cormoran mare (Phalacrocorax carbo), bătăuș (Philomachus pugnax), ploier auriu (Pluvialis apricaria), corcodel-urechiat (Podiceps auritus), cresteț cenușiu (Porzana parva), cresteț pestriț (Porzana porzana), chiră mică (Sterna albifrons), pescăriță mare (Sterna caspia), chiră de baltă (Sterna hirundo), Sterna paradisaea, chiră de mare (Sterna sandvicensis), corcodel mic (Tachybaptus ruficollis), fluierar de mlaștină (Tringa glareola)
- mamifere (2): vidră de râu (Lutra lutra), liliac de iaz (Myotis dasycneme)
- nevertebrate (9): Dytiscus latissimus, fluturele auriu (Euphydryas aurinia), libelule (Leucorrhinia pectoralis), fluturele purpuriu (Lycaena dispar), Maculinea teleius, Unio crassus, Vertigo angustior, Vertigo genesii, Vertigo geyeri
- pești (6): Alburnus albidus, zvârluga (Cobitis taenia), zglăvoacă (Cottus gobio), Lampetra fluviatilis, țipar (Misgurnus fossilis), boarță (Rhodeus sericeus amarus)

Pe lângă speciile protejate, pe teritoriul sitului au mai fost identificate 43 de specii de plante, 19 specii de păsări, 5 specii de mamifere, 15 specii de nevertebrate, 2 specii de pești.